# Prima Divisione Sardegna 1948-1949
La Prima Divisione fu il massimo campionato regionale di calcio disputato in Sardegna nella stagione 1948-1949.

## Squadre partecipanti
| Club                        | Città (provincia)          | Stagione precedente |
| --------------------------- | -------------------------- | ------------------- |
| S.S. Argentiera             | Sassari                    |                     |
| S.S. Audax Calangianus      | Calangianus (SS)           |                     |
| A.S. Bacu Abis              | Bacu Abis di Carbonia (CA) |                     |
| U.S. Cagliari (B = riserve) | Cagliari                   |                     |
| S.E.F. Gallura              | Tempio Pausania (SS)       |                     |
| A.S. Iglesias               | Iglesias (CA)              |                     |
| Pol. Ilvarsenal             | La Maddalena (SS)          |                     |
| Proletaria                  | La Maddalena (SS)          |                     |
| A.S. Monreale Italpiombo    | San Gavino Monreale (CA)   |                     |
| U.S. Monteponi              | Iglesias (CA)              |                     |
| S.E.F. Nettuno              | Alghero (SS)               |                     |
| U.S. Nuorese                | Nuoro                      |                     |
| U.S. Olbia                  | Olbia (SS)                 |                     |
| S.P. Tharros                | Oristano (CA)              |                     |
| S.E.F. Torres               | Sassari                    |                     |

## Classifica finale
|  | Pos. | Squadra             | Pt      | G  | V  | N  | P  | GF | GS | DR  |
|  | ---- | ------------------- | ------- | -- | -- | -- | -- | -- | -- | --- |
|  | 1.   | Monreale Italpiombo | 41      | 26 | 18 | 5  | 3  | 67 | 22 | +45 |
|  | 1.   | Monteponi Iglesias  | 41      | 26 | 19 | 3  | 4  | 50 | 16 | +34 |
|  | 3.   | Torres              | 36      | 26 | 16 | 4  | 6  | 59 | 42 | +17 |
|  | 4.   | Bacu Abis           | 35      | 26 | 15 | 5  | 6  | 51 | 23 | +28 |
|  | 5.   | Iglesias            | 29      | 26 | 11 | 7  | 8  | 39 | 27 | +12 |
|  | 6.   | Gallura             | 28      | 26 | 11 | 6  | 9  | 47 | 35 | +12 |
|  | 7.   | Nettuno             | 24      | 26 | 7  | 10 | 9  | 31 | 34 | -3  |
|  | 8.   | Argentiera          | 23      | 26 | 8  | 7  | 11 | 38 | 44 | -6  |
|  | 9.   | Tharros             | 22      | 26 | 9  | 4  | 13 | 54 | 57 | -3  |
|  | 10.  | Proletaria          | 19      | 26 | 9  | 1  | 16 | 42 | 61 | -19 |
|  | 10.  | Ilvamaddalena       | 19      | 26 | 7  | 5  | 14 | 42 | 65 | -23 |
|  | 10.  | Nuorese             | 19      | 26 | 6  | 7  | 13 | 31 | 60 | -29 |
|  | 13.  | Cagliari B          | 18      | 26 | 7  | 4  | 15 | 30 | 46 | -16 |
|  | 14.  | Olbia               | 10      | 26 | 2  | 6  | 18 | 24 | 73 | -49 |
|  | --   | Audax Calangianus   | Escluso |    |    |    |    |    |    |     |

Legenda:
      Promosso in Promozione 1949-1950.
      Retrocesso in Seconda Divisione 1949-1950.
      Escluso dal campionato e retrocesso in Seconda Divisione 1949-1950.
Regolamento:
Due punti a vittoria, uno a pareggio, zero a sconfitta.
Pari merito in caso di pari punti.
Spareggio per squadre a pari punti in zona promozione e retrocessione.
Note:
Audax Calangianus escluso dal campionato dopo la XXVII giornata: annullate tutte le sue gare.

### Spareggio per il titolo regionale
|                       | Risultati |                    | Luogo e data             |
| --------------------- | --------- | ------------------ | ------------------------ |
| Italpiombo San Gavino | 4 - 1     | Monteponi Iglesias | Cagliari, 26 giugno 1949 |
|                       |           |                    |                          |

- Italpiombo San Gavino campione regionale sardo di Prima Divisione.

### Giornali
- Archivio della Gazzetta dello Sport, anni 1948 e 1949, consultabile presso le Biblioteche:
  - Biblioteca Nazionale Braidense di Milano,
  - Biblioteca Nazionale Centrale di Firenze,
  - Biblioteca Nazionale Centrale di Roma,
  - Biblioteca Civica Berio di Genova,
  - e presso Emeroteca del C.O.N.I. di Roma (non è online ma è da consultare in sede).
- L'Unione Sarda, di Cagliari, anni 1948 e 1949, consultabile online.